# Hampsonodes retracta
Hampsonodes retracta là một loài bướm đêm trong họ Noctuidae.